# André Py
André Py war eine französische Automarke.

## Unternehmensgeschichte
Das Unternehmen Compagnie des Automobiles du Sud-Ouest aus Angoulême begann 1899 mit der Produktion von Automobilen, die als André Py vermarktet wurden. 1899 oder 1900 endete die Produktion.

## Fahrzeuge

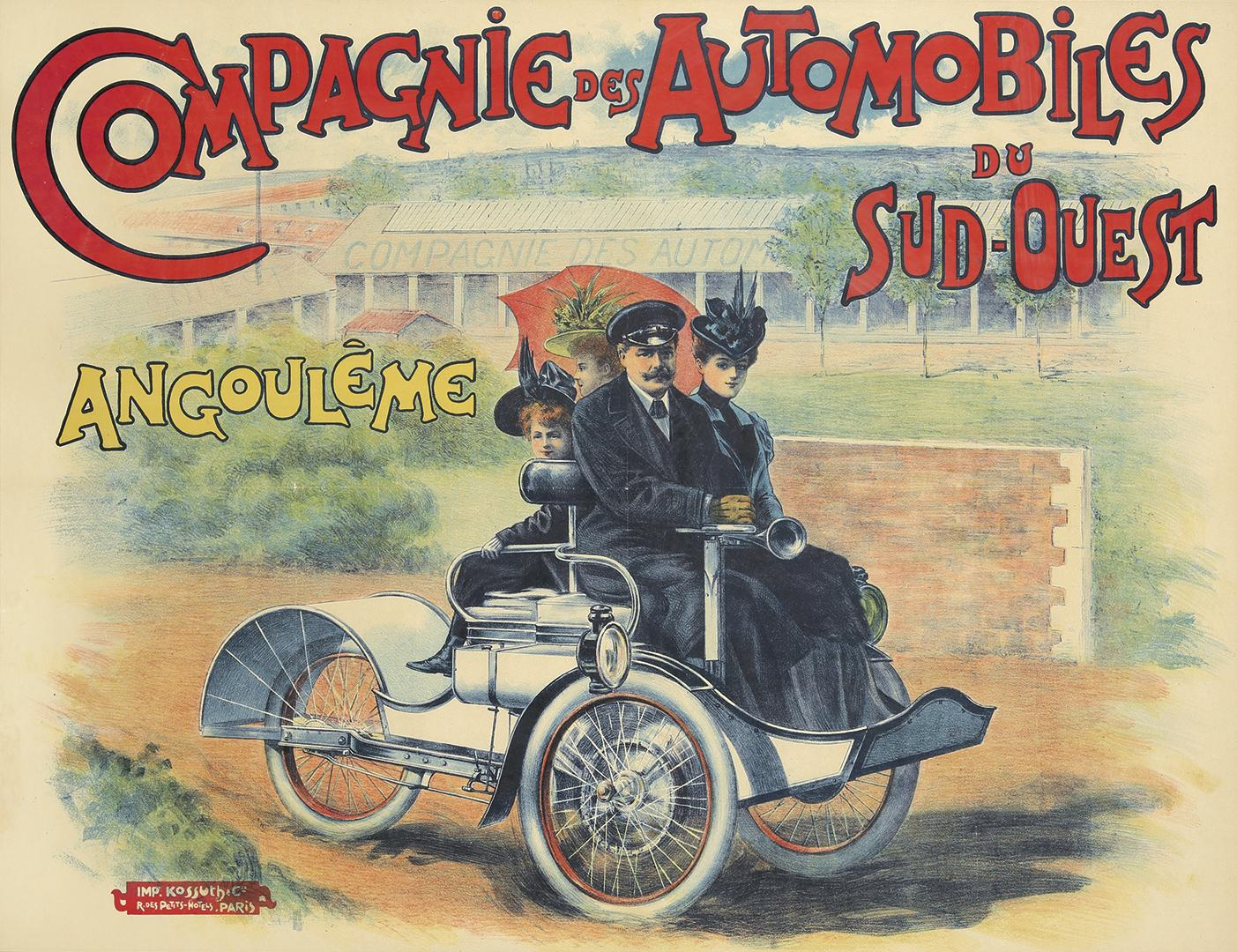
André Py 3.5 CV Voiturette (1899)

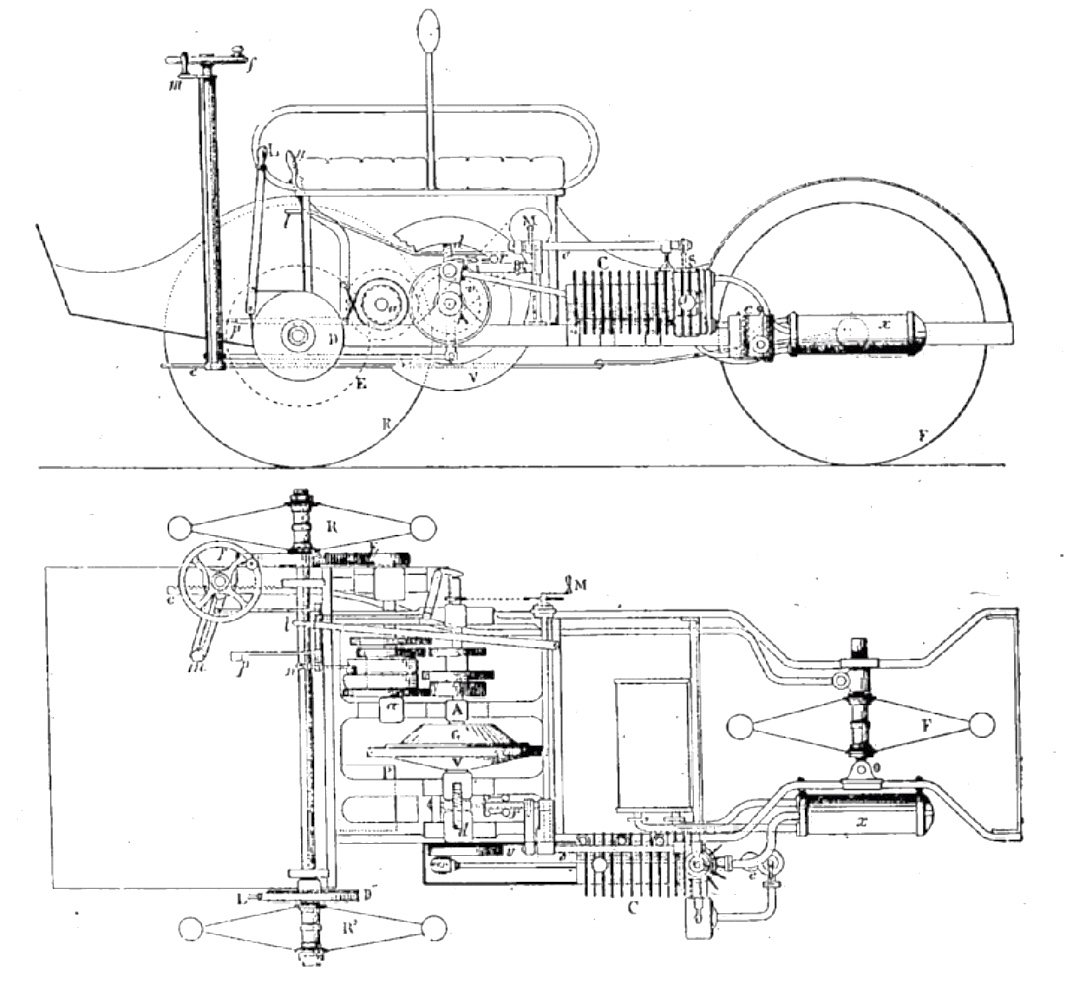
André Py 3.5 CV Voiturette Seitenansicht und Draufsicht (1899)

Das einzige Modell war ein Dreirad. Während zwei Quellen angeben, dass die Fahrzeuge der Voiturette von Automobiles Léon Bollée ähnelten, also über ein einzelnes Hinterrad verfügten, gibt eine andere Quelle an, dass sich das einzelne Rad vorne befand. Ein Einzylindermotor mit 3,5 PS sorgte für den Antrieb. Besonderheit war der Frontantrieb und die Hinterradlenkung.
Das Fahrzeug bot Platz für zwei Personen, die entweder hintereinander, wie bei einem Vis-à-vis gegenüber oder Rücken-an-Rücken Dos-à-dos saßen. Das Fahrzeug verfügte über ein Verdeck. Das Getriebe hatte drei Gänge. Die Geschwindigkeiten in den einzelnen Gängen betrugen: 1. Gang 8 km/h, 2. Gang 18 km/h und im 3. Gang 29 km/h. Kurzzeitig wurde die Höchstgeschwindigkeit mit 35 km/h angegeben, der Kaufpreis betrug 3000 Franc. Der Tankinhalt betrug 12 Liter und ermöglichte eine Reichweite von 180 km. Die Zuladung betrug 300 kg. Die Fahrzeuglänge betrug 2750 mm.
Andé Py stellte ein Fahrzeug auf dem 1. Pariser Autosalon im Juni 1899 aus.
Neben der Voiturette wurde auch ein LKW mit 8 PS und ein Transporter mit 8-PS-Motor angeboten. Weiterhin Zugmaschinen und Omnibusse mit Dampfantrieb.